# 平壤科學技術大學
平壤科學技術大學（：／），是朝鮮和韓國合辦的大學，為朝鮮境內唯一的私立大學。該校設於朝鮮平壤市樂浪區域甫城里，佔地約100萬平方米。該校以培養資訊科技、生物科技、國際貿易英語人才和專家為目的，協助朝鮮應付21世紀信息化時代的挑戰，提高朝鮮在經濟上自立的能力，並將促進朝鮮和韓國的學者交流。该校由国外的福音派基督徒资助成立，由国际教师用英语教授计算机科学、农业、国际金融和管理等课程。

## 招生
該校將招收3580名學生（一說2500名），包括500名研究生。首批學生約150名，全部是碩士研究生，該校並計劃於2008年9月起招收本科生。

## 师资
該校教師約100人，由在韓國、美國、日本、中國等國家工作或居住的韓國人、美國萊斯大學的教授及其他外籍教授擔任，此外，還包括朝鮮本地的教授。其中半數為韓國國內大學的教授。
由於多起朝鮮拘留美國公民的事件，如：平壤科大的韓裔美籍客座教授金東尼遭到逮捕，以及朝美关系惡化，因此美國在2017年9月1日起禁止公民赴朝鮮後，平壤科大也因此缺少了近一半的教職員，於是校方開始招募非美國籍的教職員來彌補缺口。

## 院系
該校將設置資訊科技研究生院、商學院、農業生命研究生院、保健研究生院等。學系包括信息通訊學系、生物化工學系、商經學系3個學系(有說為資訊科學、生命科學、工學、經營資訊學4個系)，英語為必修科目。首批開設的碩士課程有資訊科技、經營經濟、農業食品及醫療保健。該校校園內附設知識產業綜合園區，把研究成果發展成資訊科技和生物科技產業。
這個合辦大學的計劃由總部設在韓國首都首爾的東北亞教育文化基金會(東北亞教育文化合作財團)和朝鮮教育省負責。構想提出者為2000年時任韓國統一部長的朴在圭。該基金會特別成立了建設委員會，專責處理大學的財政調配、課程設置等事宜。建設委員會由前美國萊斯大學校長馬爾科姆·吉爾(Malcolm Gillis)、中國延邊科學技術大學校長金鎮慶和韓國浦項工業大學校長朴贊謨擔任聯合委員長。金鎮慶為臨時校長。

## 歷史
- 2001年3月：朝鮮國家教育委員會授權韓國東北亞教育和文化基金會(NAFEC)成立本校。
- 2001年5月：本校與朝鮮國家教育委員會簽訂協議。
- 2001年6月：大韓民國統一部批准本校設立。
- 2001年9月：本校由韓國정림建築文化財團(Jung-Lim Architecture, Inc.)設計。
- 2002年6月：舉行開工儀式。
- 2003年11月：第一次學術會議於延吉舉辦。
- 2004年4月：建築動工。
- 2005年2月：第二次學術會議於延吉舉辦。
- 2006年1月：第三次學術會議於平壤舉辦。
- 2009年9月：本校開幕。
- 2010年4月：第五次學術會議於延吉舉辦。
- 2010年6月：第一批研究生入學。
- 2010年10月：正式開學。
- 2014年3月：第一批研究生畢業。
- 2014年11月：第一批本科生畢業。
- 2015年4月：第一批女學生入學就讀本科。

## 相關作品
- 沒有您就沒有我們